# Bracon rufiventris
Bracon rufiventris är en stekelart som beskrevs av Gaspard Auguste Brullé 1846. Bracon rufiventris ingår i släktet Bracon och familjen bracksteklar. Inga underarter finns listade.